# Teenage Mutant Ninja Turtles (animatieserie, 2012)
Teenage Mutant Ninja Turtles is een animatieserie uit de koker van de Amerikaanse studio Nickelodeon Animation Studios. De animatieserie werd geproduceerd door middel van
computeranimatie en beleefde in de tweede helft van 2012 haar première in de Benelux op de gelijknamige televisiezender. Het is de derde animatieserie gebaseerd op de stripreeks Teenage Mutant Ninja Turtles. De serie zal minimaal 3 seizoenen, met in totaal 78 afleveringen gaan tellen.

## Verhaal
Leonardo, Donatello, Raphael en Michelangelo zijn gemuteerde schildpadden die werden opgeleid in de kunst van ninjutsu door hun sensei Splinter, die voorheen de mens Hamato Yoshi was maar nu is gemuteerd tot een antropomorfe rat. Onder het mentorschap van sensei Splinter groeit hun zelfvertrouwen en leren ze op elkaar te vertrouwen. Na het verlaten van hun hol in de riolering worden de vier broers geconfronteerd met het leven in de stad New York waar ze tegen gevaarlijke schurken moeten opnemen. Nadien gaan ze aldaar gevechten aan met verschillende superschurken, waaronder the Shredder, het hoofd van the Foot Clan en een oude vijand van Splinter, Dr. Baxter Stockman, de Rat King, en een buitenaards ras genaamd de Kraang.

## Originele stemmen
- Jason Biggs – Leonardo
- Rob Paulsen – Donatello[3]
- Sean Astin – Raphael
- Greg Cipes – Michelangelo[4]
- Mae Whitman – April O'Neil
- Phil LaMarr – Dr. Baxter Stockman
- Nolan North – Kraang[5][6]
- Kelly Hu – Karai[7]

## Nederlandse stemmen
- Sander van der Poel - Leonardo
- Stephan Holwerda - Donatello
- Trevor Reekers - Raphael
- Hein Gerrits - Michelangelo
- Reinder van der Naalt - Master Splinter
- Marcel Jonker - Shredder
- Ivo Chundro - Dr. Baxter Stockman
- Jamai Loman - Casey Jones
- Stephanie van Rooijen - April O'Neil
- Canick Hermans - Hamato Miwa/Karai
- Simon Zwiers - Leatherhead
- Florus van Rooijen - Zayton Honeycutt
- Fred Meijer - Crankshaw, Shopkeeper, Kirby O'Neil, Ghengis Frog, 1987 Shredder
- Stan Limburg - Chris Bradford / Dogpound / Rahzar
- Huub Dikstaal - Speed Demon, Carlos Chiang O'Brien Gambe, Hun
- Tony Neef - Jason / Mondo Gecko, Miyamoto Usagi
- Frank Lammers - Anton Zeck / Bebop
- Edwin Jonker - Ivan Steranko / Rocksteady
- Daan van Rijssel - Xever Montes / Fishface
- Meghna Kumar  -  Alopex
- Dieter Jansen - Fong
- Timo Bakker - Snakeweed-Snake, Spider Bytes
- Sander de Heer - Takeshi / Tiger Claw
- Marjolein Algera - Kraang / Kraang Prime
- Nathalie Haneveld - Y’Gythgba / Mona Lisa
- Ruud Drupsteen - Dr. Tyler Rockwell
- Finn Poncin - Dr. Victor Falco, The Rat King
- Ewout Eggink - Pigeon Pete
- Just Meijer - Ho Chan

Stemregisseur - Edwine Soffner

Vertaling - Veronique Overeijnder

Studio - Wim Pel Productions BV

## Achtergrond
Op 21 oktober 2009 maakte Viacom bekend de rechten op de Teenage Mutant Ninja Turtles-franchise te hebben gekocht van Peter Laird voor 60 miljoen dollar. Behalve een nieuwe animatieserie werd bekend dat Viacom ook via Paramount een nieuwe film van de Turtles wil uitbrengen in 2014. Voor de première lekten enkele tekeningen van onder andere de Turtles, Shredder en April uit op de website van Nickelodeon. Op 21 juni 2012 werd de eerste trailer voor de serie uitgezonden op de Amerikaanse Nickelodeon.
Playmates Toys zal de merchandising van de serie verzorgen, waaronder een set actiefiguurtjes. In 2013 kwam The Lego Group met een LEGO-set rondom de Teenage Mutant Ninja Turtles.

## Afleveringen

### Seizoen 1
1. Rise of the Turtles, Part 1
2. Rise of the Turtles, Part 2
3. Turtle Temper
4. New Friend, Old Enemy
5. Think His Name Is Baxter Stockman
6. Metalhead
7. Monkey Brains
8. Never Say Xever
9. The Gauntlet
10. Panic in the Sewers
11. Mousers Attack!
12. It Came From the Depths
13. I, Monster
14. New Girl In Town
15. The Alien Agenda
16. The Pulverizer
17. TCRI
18. Cockroach Terminator
19. Baxter's Gambit
20. Enemy of My Enemy
21. Karai's Vendetta
22. Pulverizer Returns!
23. Parasitica
24. Operation: Break Out
25. Showdown, Part 1
26. Showdown, Part 2

### Seizoen 2
1. The Mutation Situation
2. Invasion of the Squirrelanoids
3. Follow the Leader
4. Mutagen Man Unleashed
5. Mikey Gets Shellacne
6. Target: April O'Neil
7. Slash and Destroy
8. The Good, The Bad, and Casey Jones
9. The Kraang Conspiracy
10. Fungus Humungous
11. Metalhead Rewired
12. Of Rats and Men
13. Wormquake!, Part 1
14. Wormquake!, Part 2
15. Mazes & Mutants
16. The Lonely Mutation of Baxter Stockman
17. Newtralized!
18. Pizza Face
19. The Wrath of Tiger Claw
20. The Legend of the Kuro Kabuto
21. Plan 10
22. Vengeance is Mine
23. A Chinatown Ghost Story
24. Into Dimension X!
25. The Invasion, Part 1
26. The Invasion, Part 2

### Seizoen 3
1. Within the Woods
2. A Foot Too Big
3. Buried Secrets
4. The Croaking
5. Dream Beavers
6. Race with the Demon
7. Eyes of the Chimera
8. Vision Quest
9. Return to New York
10. Serpent Hunt
11. The Pig and the Rhino
12. Battle for New York, Part 1
13. Battle for New York, Part 2
14. Casey Jones VS. the Underworld
15. The Noxious Avenger
16. Clash of the Mutanimals
17. Meet Mondo Gecko
18. The Deadly Venom
19. Turtles in Time
20. Tale of the Yokai
21. Attack of the Mega Shredder!
22. The Creeping Doom
23. The Fourfold Trap
24. Dinosaur Seen in Sewers!
25. Annihilation: Earth!, Part 1
26. Annihilation: Earth!, Part 2

### Seizoen 4
1. Beyond the Known Universe
2. The Moons of Thalos 3
3. The Weird World of Wyrm
4. The Outlaw Armaggon
5. Riddle of the Ancient Aeons
6. Journey to the Center of Mikey's Mind
7. The Arena of Carnage
8. The War for Dimension X
9. The Cosmic Ocean
10. Trans-Dimensional Turtles
11. Revenge of the Triceratons
12. The Evil of Dregg
13. The Ever-Burning Fire
14. Earth's Last Stand
15. City at War
16. Broken Foot
17. The Insecta Trifecta
18. Mutant Gangland
19. Bat in the Belfry
20. The Super Shredder
21. Darkest Plight
22. The Power Inside Her
23. Tokka vs. the World
24. The Tale of Tiger Claw
25. Requiem
26. Owari

### Seizoen 5
1. Scroll of the Demodragon
2. The Forgotten Swordsman
3. Heart of Evil
4. End Times
5. When Worlds Collide, Part 1
6. When Worlds Collide, Part 2
7. Yojimbo
8. Osoroshi no Tabi
9. Kagayake! Kintaro
10. Lone Rat and Cubs
11. The Wasteland Warrio
12. The Impossible Desert
13. Carmageddon!
14. The Curse of Savanti Romero
15. The Crypt of Dracula
16. The Frankenstein Experiment
17. Monsters Among Us
18. Wanted: Bebop & Rocksteady
19. The Foot Walks Again
20. The Big Blowout